# Mouvement Car-free
Pour l'espace urbain sans voiture, voir Ville sans voiture.

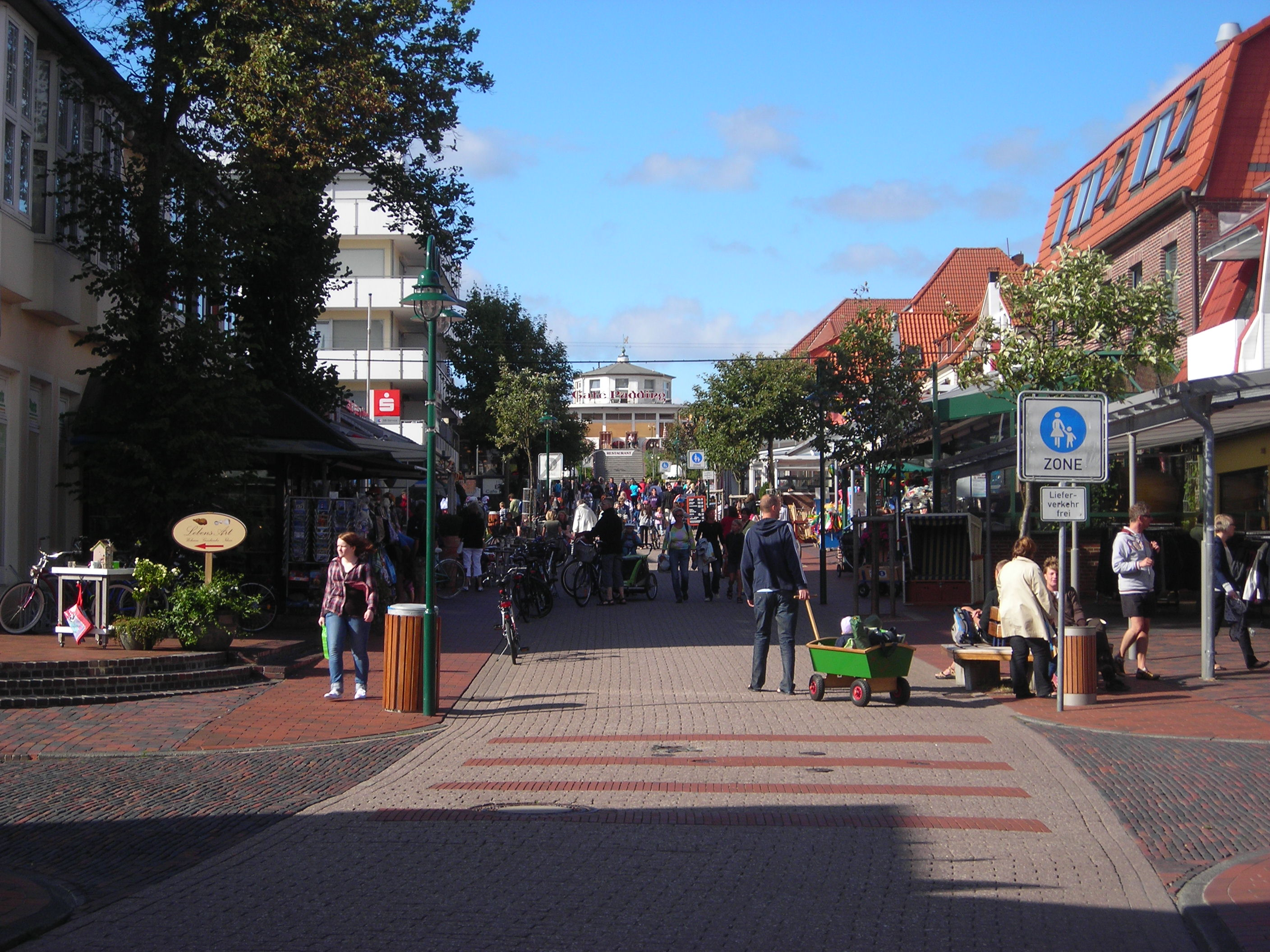
Une rue de l'île sans voiture de Wangerooge, Allemagne.

Le mouvement CarFree (« Ville sans voiture ») est un mouvement international réunissant des organisations et individus engagés à promouvoir des alternatives à la dépendance automobile, autant en matière de modes de déplacement que d'urbanisme. 
Ce mouvement intègre notamment des citoyens, des militants sociaux, environnementaliste, de la santé et des urbanistes pensant que l'automobile occupe une place trop importante dans la plupart des villes modernes. Il crée un nombre croissant de lieux où l'usage de la voiture est réduit ou éliminé, pour convertir l'espace de circulation et le stationnement à d'autres usages publics et de reconstruire des environnements urbains compacts où la plupart des destinations sont facilement accessibles à pied, à vélo ou en transports publics. 
Parallèlement, le mouvement Carfree cherche à promouvoir les alternatives à l'automobile en matière de déplacements dans le contexte actuel de la massification de l'automobile, tout en cherchant à réduire l'empreinte écologique et l'empreinte carbone de l'Humanité, en améliorant sa qualité de vie.

## Contexte
Avant le XXe siècle, les villes et villages étaient normalement compacts et denses, composés de rues étroites occupées par l'activité humaine. Au début du XXe siècle, la plupart de ces lieux ont été adaptés pour accueillir l'automobile avec des routes plus larges, plus d'espace alloué pour le stationnement des voitures, ce qui a provoqué une diminution de la densité de population dans la mesure où plus d'espace entre les bâtiments urbains a été réservé à l'usage de l'automobile. 
Ceci a conduit à l'étalement urbain, avec de plus longues distances entre les lieux et la congestion de la circulation qui a rendu les alternatives à la voiture sans attrait ou impraticables, et ce qui a créé les conditions pour un nouvel accroissement du trafic et de l'étalement; le système automobile a pu « écraser ses concurrents, tels que la marche, la bicyclette, les bus et les trains ».
Ce processus a conduit à des changements de formes périurbaines, urbaines et de modes de vie, où il était presque impossible de vivre sans voiture.
Par ailleurs, la massification de l'automobile s'est traduite par le développement de très nombreuses nuisances, comme la pollution de l'air, la pollution sonore, les émissions de gaz à effet de serre ou les accidents de la route.
Certains gouvernements ont réagi à cette nouvelle situation avec des politiques et des règlements visant à inverser cette tendance en augmentant la densité urbaine, en encourageant la mixité des activités, ce qui a réduit l'espace alloué aux voitures particulières, et s'est traduit par un soutien accru au vélo, la marche à pied et les transports en commun. 
L'autopartage, où les gens peuvent facilement louer une voiture pour quelques heures plutôt que d'en posséder une, devient une alternative de transport urbain.
Depuis la fin du XXe siècle, des sociologues mettent en évidence des signaux faibles (forts dans les grands centre-ville) qui montrent que, en dépit d'une publicité omniprésente pour l'automobile, cette dernière intéresse moins les jeunes, qui passent leur permis de conduire plus tard et achètent moins de voitures ,,, estimaient que le «pic de voiture», ou un maximum de déplacements en voiture par habitant, pourrait déjà avoir été atteint.

## Design urbain, motivations

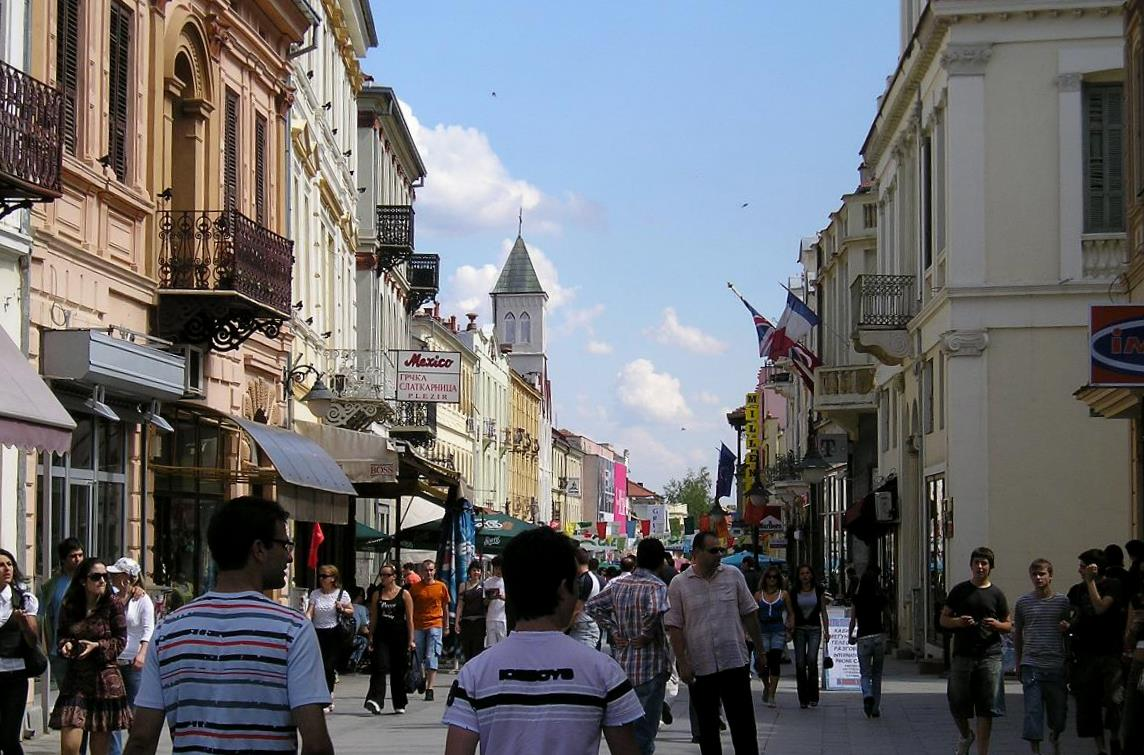
Les principes du Nouvel urbanisme dans une rue de Bitola, République de Macédoine.

Les effets négatifs de la voiture (consommation d'énergie, pollution de l'air, émissions de gaz à effet de serre, etc.) ont poussé certaines collectivités locales, ONG et habitants à initier la transition vers une mobilité bas carbone.
Les partisans du mouvement sans voiture mettent à la fois l'accent sur les modes de déplacement soutenables, alternatifs à l'automobile individuelle, et sur la conception urbaine, le zonage, les politiques de localisation des écoles, l'agriculture urbaine, les possibilités de télétravail, et l'agencement des quartiers d'habitation qui créent de la proximité et rendent donc le transport à longue distance moins nécessaire, au profit d'une meilleure qualité de vie.
Le concept de ville sans voitures apparaît officiellement en 1991, lorsque la Commission européenne commande un rapport à un bureau d’études spécialisé en mobilité durable du nom de Tecnoser, sur le thème de la « ville sans voitures ». Ce rapport concluait que « des villes sans voitures dotées d’un nouveau système de transport expressément pensé pour elles sont non seulement plus vivables à tous égards (tant socialement qu’écologiquement), plus accessibles et traversables en peu de temps, mais elles pourraient être réalisées au prix d’investissements en mobilité nettement moindres que ceux d’aujourd’hui, avec un système de transport moins coûteux à gérer, des économies d’énergie significatives, un plaisir visuel amélioré et une restitution, à chacun de ses habitants, d’une part importante de son temps. »
Un « nouvel urbanisme », né aux États-Unis, vise à réformer certains aspects du développement immobilier et de l'urbanisme, depuis le renouvellement urbain à la redensification des lotissements périurbains. Les quartiers relevant de ce nouvel urbanisme gagnent du terrain depuis le début des années 1980. Conçus pour offrir un large éventail de logements, services et emplois (pour limiter la mobilité pendulaire), ils sont accessibles à pied et à vélo ; l'une de leurs dimensions peut être le « logement sans voiture » (chaque résidents s'engage à y vivre sans voiture privée, dans le contrat de location ou d'hypothèque, ou dans le document d'urbanisme). 

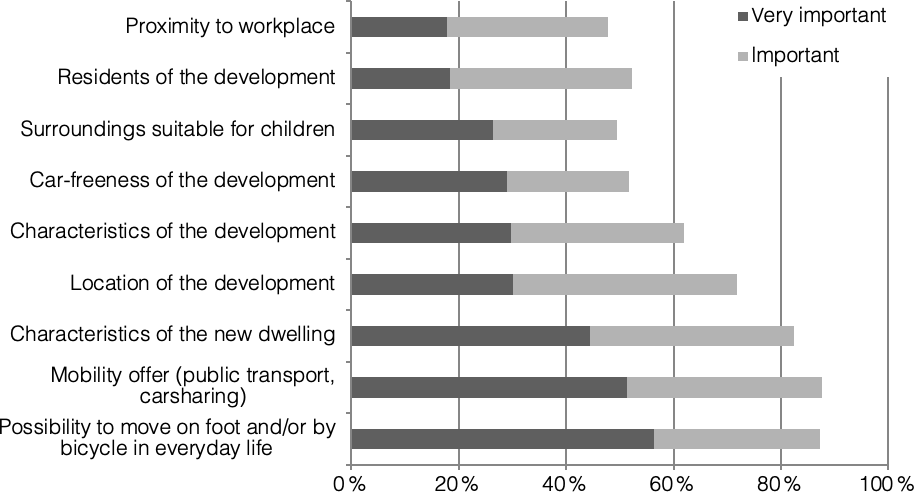
Motivations des résidents de quartiers sans voiture, dans 9 quartiers d'Allemagne et Suisse, 2020.

Dennis et Urry ont en 2009 proposé une transition vers un «nouveau système post-voiture» associant flexibilité, confort et mobilité personnelle sécurisée de la voiture, mais dans un monde peu consommateur d'énergie et peu émissif en gaz à effet de serre. Ils suggèrent huit façons de transformer l'automobilité : quatre sont des évolutions technologiques de la voiture (nouveaux systèmes de carburant, nouveaux matériaux, véhicules intelligents et numérique) concernent la voiture, et quatre sont des transformations organisationnelles de la mobilité (dé-privatisation des véhicules, nouvelles politiques de transport, nouveaux modes de vie, de travail et de loisirs et innovation disruptive). Les résidents de logements sans voiture sont considérés comme volontaires pour quitter ou de ne pas entrer dans le système de l'automobilité, en décidant de ne pas posséder de voiture privée (mais pouvant ponctuellement utiliser des voitures partagées). Les quartiers ou résidences sans voitures sont des «laboratoires urbains» ou des «laboratoires du monde réel» pour une recherche transdisciplinaire générer des connaissances sur un mode de vie plus durable. Ainsi, une étude (par questionnaire et entretiens) des profils et motivations faite dans neuf écoquartiers ou quartiers sans voitures (allemands et suisses), « laboratoires urbains pour les principes d'un système post-voiture » montre que les familles et des personnes à niveau d'éducation élevé y sont surreprésentés, alors qu'ailleurs ce sont deux groupes de population plutôt « plus motorisés que la moyenne ». La conscience écologique et certaines valeurs sociales (logement coopératif fréquent) jouent souvent dans leur motivation,, ce n'est donc pas par manque d'argent que ces citoyens cherchent à se libérer de la voiture individuelle. Certains quartiers Carfree vont plus loin en tant que zones où la voiture est interdite ou très limitée.
Le « nouveau piétonnisme » est une variante du nouvel urbanisme dans la théorie de la planification urbaine, qui accentuant l'importance de la réduction de l'impact négatif de l'automobile. Le concept de ville du quart d'heure s'inscrit dans cette logique.

## Acteurs

### Groupes de défense
L'Environmental Transport Association a été créée en 1990 pour informer les gens de l'impact du transport sur l'environnement. Elle a inauguré la « Semaine du transport vert » en 1993 puis la « Journée sans voiture » en 1997.
La Campagne pour un meilleur transport (anciennement connue sous le nom Transport2000) a été formée en 1972 en Grande-Bretagne pour contester les réductions proposées du réseau ferroviaire britannique et depuis lors, a promu des solutions de transport en commun aux besoins de transport.
L'« Agenda pour une nouvelle mobilité » est une initiative internationale créée en 1988 qui remet en question les idées et les pratiques fondées sur la voiture dans le domaine du transport urbain.

### Activistes
Le Réseau mondial sans voitures est composé de dizaines d'organisations Carfree à travers le monde. Ces organisations indépendantes relèvent soit de villes ou de pays mais sont liées à la fois par leur volonté de diminuer la place de l'automobile dans la société et par le respect de la charte mondiale du réseau sans voitures. En France, on trouve le site Carfree France; en Suisse l'Association transports et environnement (ATE) compte une section « Vivre sans voiture » (issue du Club des sans voiture, 2004-2014) ; en Belgique il y a le groupe « NoMo - autrement mobile ».
Reclaim the Streets est un mouvement créé en 1991 à Londres, qu'consiste à « envahir » les rues, les routes ou les autoroutes dans le cadre de mises en scène festives. Même si cela peut gêner les utilisateurs réguliers de ces espaces tels que les conducteurs de voitures, la philosophie de ce mouvement cherche à attirer l'attention sur le fait que ce sont les voitures, et pas les piétons, qui sont à l'origine de l'obstruction. En occupant la route, ces activistes cherchent en fait à promouvoir l'ouverture de l'espace public.
Les Masses critiques sont apparues en 1992 à San Francisco, où les cyclistes sortaient en masse dans la rue afin de dominer le trafic, en utilisant le slogan « nous sommes le trafic »[réf. nécessaire]. En France, les masses critiques prennent plutôt la forme de vélorutions depuis le début des années 1970[réf. nécessaire].
Le World Naked Bike Tour est né en 2001 en Espagne avec les premières balades de cyclistes nus à vélo, puis est devenu un Réseau mondial en 2004 avec un concept qui s'est propagé rapidement à travers des collaborations avec de nombreux groupes et activistes différents à travers le monde pour promouvoir les déplacements à vélo, les énergies renouvelables, les loisirs, les communautés propices à la marche, et des solutions durables, respectueuses de l'environnement dans le vingt et unième siècle[source insuffisante].
Les Parking Days ont commencé en 2005, lorsque REBAR, un groupe collaboratif de créateurs, designers et militants basé à San Francisco, a transformé une place de stationnement automobile payant en un petit parc avec pelouse, des sièges, et de l'ombre.
Les mouvements cherchant à promouvoir la gratuité des transports en commun, comme le Réseau pour l'abolition des transports payants en France ou le Collectif sans ticket en Belgique souhaitent développer l'utilisation des transports publics.

### Manifestations officielles: journées sans voiture

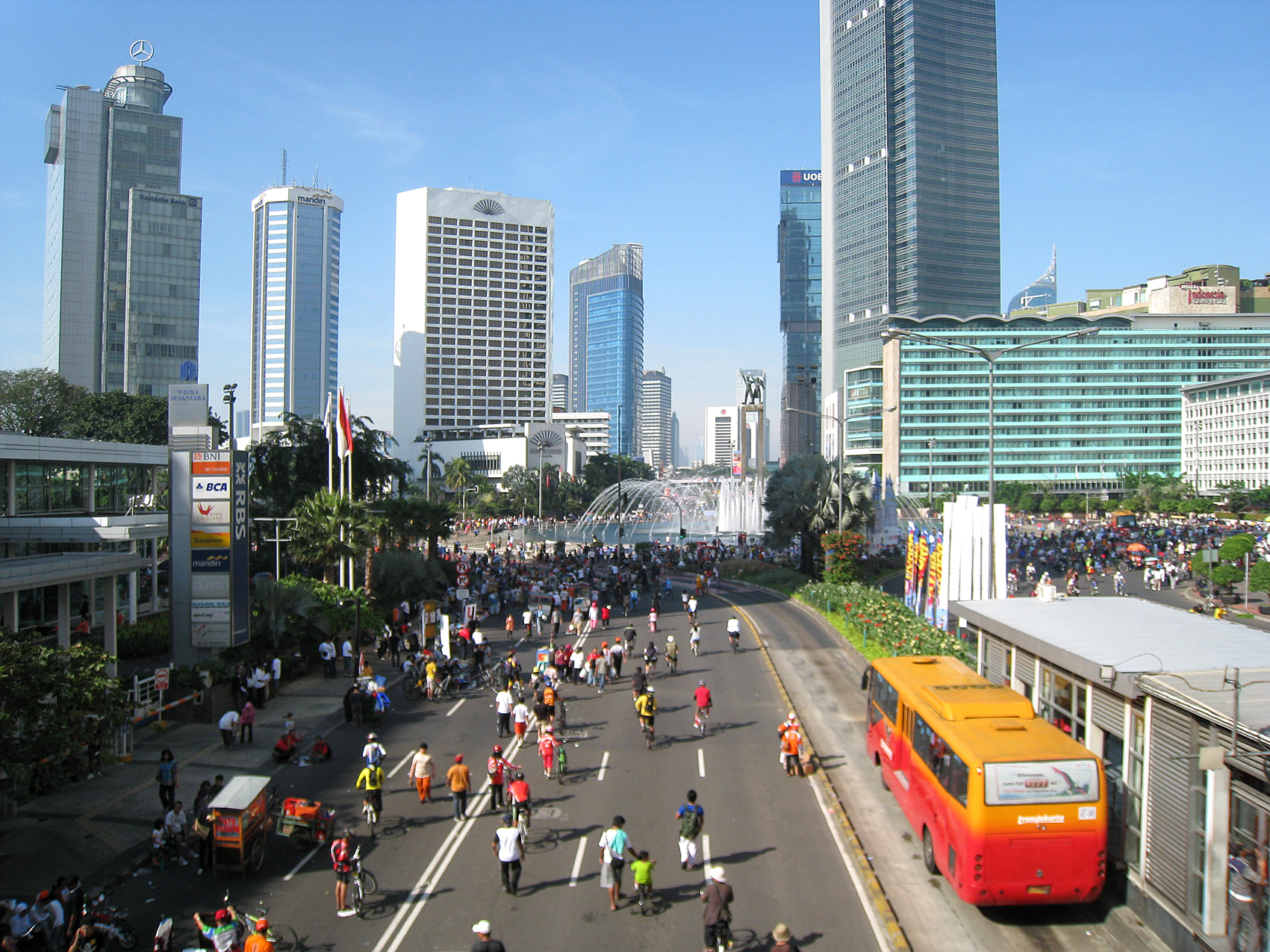
Journée sans voiture à Jakarta en Indonésie (l'une des villes les plus polluées au monde).

Les Journées sans voiture sont des événements officiels avec l'objectif commun de supprimer un bon nombre de voitures dans les rues d'une ville ou d'une zone cible ou d'un quartier, pour tout ou partie de la journée, afin de donner aux gens qui vivent et travaillent là une chance d'examiner comment leur ville pourrait être avec beaucoup moins de voitures. Les premières manifestations de ce type ont été organisées à Reykjavik (Islande), Bath (Royaume-Uni) et La Rochelle (France) en 1997.
En Amérique, et en particulier au Canada, cette campagne de l'Union Européenne pour une utilisation accrue des alternatives à la voiture a pris le nom de « En ville, sans ma voiture ! ». En 2004 plus de 40 pays participaient à cet évènement.
« Vers des villes sans voitures » est la conférence annuelle du Réseau mondial sans voiture et fournit un point de convergence pour les divers aspects du mouvement mondial sans voiture. La première conférence s'est déroulée à Lyon en France en 1997. Depuis lors, la conférence annuelle du Réseau mondial sans voiture a eu lieu dans une dizaine de villes à travers le monde. Ces conférences visent à réunir un grand nombre de personnes et organisations intéressées à réduire la dépendance à l'automobile en milieu urbain[source insuffisante].
Une étude récente (2019) faite sur la ville de Djakarta, a montré que ce type de journée détourne une partie des automobilistes vers les transports en commun, mais sans avoir un effet environnemental optimal et immédiat ; les auteurs concluent toutefois qu'« il est très bon de maintenir le programme car il peut être un bon outil de campagne de santé, familiariser un mode de vie sain et un espace public ». 
Afin d'aider les décideurs à choisir les meilleurs mesures d'atténuation de la pollution urbaine, une grande ville italienne, où la pollution dépasse souvent les limites et cibles européennes, située de l'est de la vallée du Pô a fait réaliser une étude de chimiométrie. Les scientifiques se sont donc penchés sur les taux de 13 polluants supposés néfastes pour la santé de l'air de fond urbain mesurées toutes les heures durant 13 ans (2000–2013). Ils ont évalué les tendances à long terme, en lien avec les changements de scénario d'émission survenus de 2003 à 2013, en tenant compte des processus photochimiques liés à la météo et aux saisons, et aux cycles jour/nuit et de la localisation des sources potentielles. Une nouvelle procédure statistique a permis d'analyser les périodes d'atténuation (ex : arrêt total de la circulation, opérations « jours sans voiture ») pour évaluer leur effet réel sur la qualité de l'air.

## Espaces sans voiture

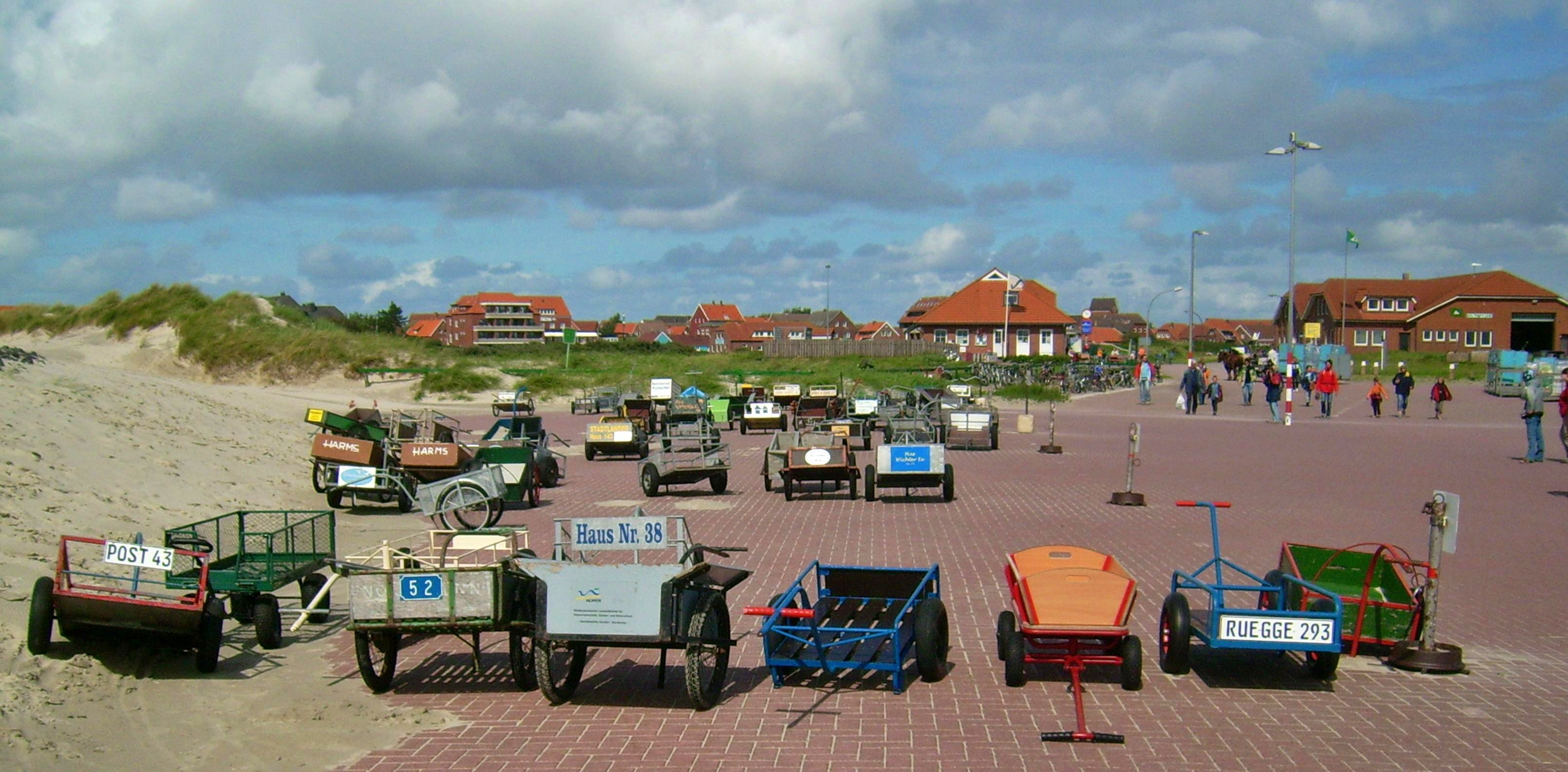
Charrettes à main sur l'île sans voiture de Baltrum en Allemagne.

Il y a certaines régions du monde où les gens ont toujours vécu sans voiture, car aucune route d'accès n'est possible, ou aucune route n'a été construite. Dans certains cas, l'absence de voitures est un choix politique, ayant même parfois fait l'objet d'un vote de la part des habitants.

### Villages sans voiture
C'est le cas de villages ayant fait le choix délibéré de restreindre ou d'interdire la voiture pour des raisons variées. C'est le cas par exemple du village et de la station de ski de Zermatt en Suisse. Ce village a su garder son aspect typique de village valaisan de montagne, par des règles d'urbanisme et de construction très strictes, préservant, entre autres, ses raccards. Il est en particulier interdit aux automobiles, afin d'éviter la pollution de l'air qui pourrait perturber la vue depuis la commune en direction du Cervin. Cette décision fut confirmée par le vote par les habitants, en 1972 puis de nouveau en 1986. Les automobiles peuvent être stationnées au village de Täsch, qui offre un parking couvert de 2 000 places, et encore 900 places gérées par des investisseurs locaux proposant une offre de taxi.
Le village suisse de Saas-Fee est également dans ce cas. Depuis 1951, la commune de Saas-Fee est fermée à la circulation automobile et fait partie de l'association « GaST » regroupant les lieux touristiques piétonniers de Suisse.

### Villes sans voiture existantes
De même, certaines villes ou parties de ville possèdent une configuration spécifique qui rend la construction de routes et donc la présence de voitures, difficile voire impossible. Parfois, la trame viaire historique de ces villes est trop étroite ou inadaptée à la circulation des voitures. C'est le cas par exemple des Médinas dans les pays du Maghreb, en Afrique de l'Ouest et en Afrique de l'Est, qui désignent la partie ancienne d'une ville par opposition aux quartiers modernes de type européen. Certaines de ces Médinas, comme celle de Fès au Maroc, peuvent regrouper plusieurs dizaines de milliers d'habitants au sein d'espaces sans voitures.

### Îles sans voiture
Les îles présentent souvent des spécificités. Leur éloignement rend parfois difficile l'importation de voitures et pièces détachées par-delà l'océan ; ou l'étroitesse de certaines îles fait qu'elles ont toujours été sans voitures. 
Dans les pays développés, il s'agit notamment de petites îles et de certaines îles historiques particulièrement touristiques, le plus grand exemple étant la ville de Venise. Parfois comme à Key West, en Floride il s'agit d'atténuer les impacts environnementaux des afflux de touristes pour une transition vers un tourisme plus durable.
Les îles sans voiture sont nombreuses à travers le monde, peuplées parfois de plusieurs milliers ou dizaines de milliers d'habitants.

## Urbanisme sans voiture

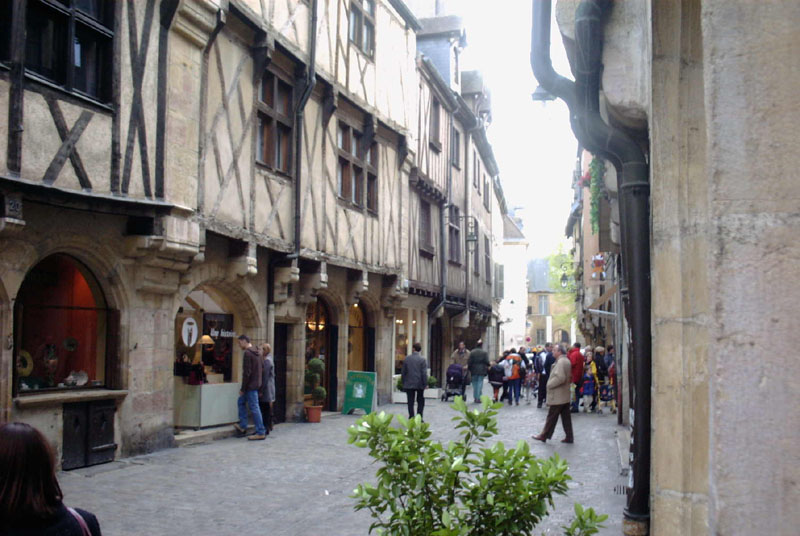
Rue vernaculaire du centre de Dijon, France.

### Définitions et types
L'urbanisme sans voiture, qui relève de l'urbanisme écologique, apparaît quant à lui comme une démarche volontariste impliquant un changement physique, qu'il s'agisse de constructions neuves ou de changements apportés à une zone bâtie existante.
Selon Steve Melia, Graham Parkhurst et Hugh Barton, les quartiers sans voitures sont des quartiers résidentiels ou à usage mixte qui :
- normalement fournissent un environnement immédiat sans circulation ;
- n'offrent pas de parking ou de stationnement limité séparé de la résidence ;
- sont conçus pour permettre aux résidents de vivre sans posséder une voiture.

Cette définition (qu'ils distinguent d'un « faible développement de la voiture », plus commun) est principalement basée sur l'expérience en Europe du Nord-Ouest, où a commencé le mouvement pour l'urbanisme sans voiture. Dans cette définition, trois types ont été identifiés:
- modèle Vauban ;
- modèle d'accès limité ;
- centres piétonniers avec population résidentielle.

### Vauban

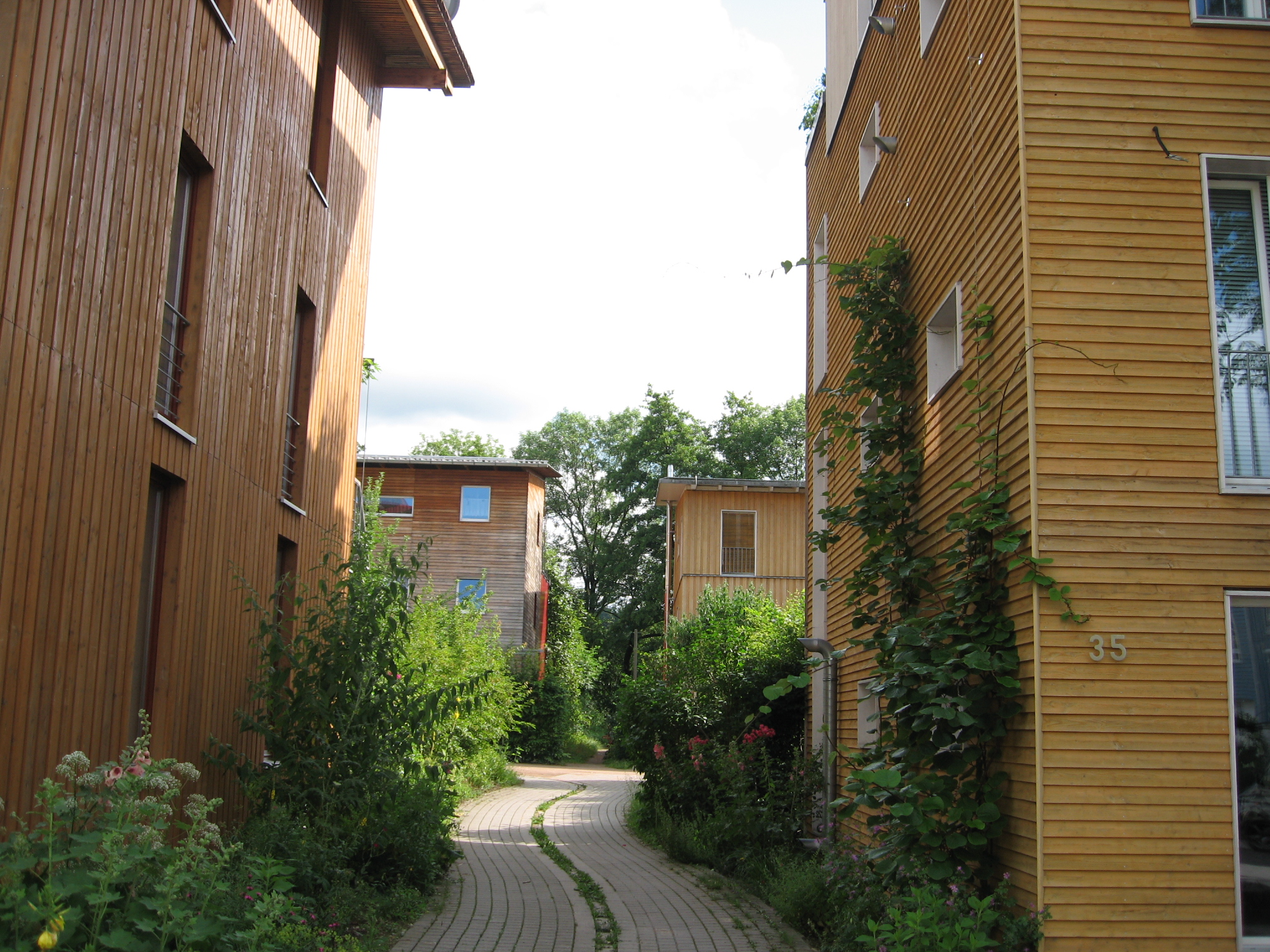
Écoquartier Vauban à Fribourg-en-Brisgau (Allemagne).

Vauban (Fribourg-en-Brisgau, Allemagne) est un écoquartier conforme à cette définition, le plus grand quartier sans voitures en Europe, avec plus de 5 000 habitants. Si le quartier peut être considéré comme réellement sans voiture reste ouvert au débat: de nombreux habitants préfèrent le terme stellplatzfrei — littéralement « libre de places de stationnement » — pour décrire le système de gestion du trafic dans ce quartier. Les véhicules sont autorisés dans les rues résidentielles à la vitesse de la marche à pied, en particulier pour les livraisons, mais pas pour se garer, même s'il y a des infractions fréquentes. Les résidents des zones de stellplatzfrei doivent signer une déclaration annuelle indiquant s'ils possèdent une voiture ou non. Les propriétaires de voitures doivent acheter une place dans l'un des parkings à plusieurs étages sur la périphérie, géré par une société de conseil en propriété exclusive. Le coût de ces espaces — 17 500 euros en 2006, plus des frais mensuels — agit comme un frein à la possession d'une voiture.

### Modèle d'accès limité
La forme la plus commune de quartier sans voiture implique une sorte de barrière physique qui empêche les véhicules à moteur de pénétrer à l'intérieur d'un quartier sans voiture. Dans certains cas, comme Stellwerk 60 à Cologne, il y a une barrière amovible, contrôlée par les organisations de résidents. Dans d'autres, comme Waterwijk (Amsterdam), l'accès aux véhicules est possible uniquement à partir de l'extérieur du quartier.

### Centres piétonniers
Alors que les deux premiers modèles s'appliquent à des quartiers nouvellement construits, les centres piétonniers constituent une transformation de quartiers qui pouvaient antérieurement accueillir des voitures. Les centres piétonniers peuvent être considérés comme des quartiers sans voitures dans la mesure où ils comprennent un nombre important de résidents, la plupart du temps sans voitures. Le plus grand exemple en Europe est Groningue (Pays-Bas) avec une population du centre-ville de 16 500 habitants.
Entre les années 1990 et 2020, beaucoup de villes européennes ont déjà établi des zones interdites aux voitures ou à accès limité. Une étude récente (2018) a montré que « face au changement climatique et aux risques épidémiologiques croissants dus à la pollution de l'air dans les centre-ville, l'usage de la voiture privée est de plus en plus critiqué ». De plus, « une demande de modes de transport alternatifs à la voiture privée existe et n'est pas satisfaite ». 
Cette étude, basée sur la méthode de choix discret a montré que « 60% des répondants berlinois sont prêts à accepter un centre-ville sans voiture. En améliorant les infrastructures pour les cyclistes, la volonté d'accepter un centre-ville sans voiture augmente fortement. De même, l'amélioration du réseau des arrêts de bus et des gares ainsi que la redéfinition des rues libérées à des usages récréatifs contribueraient à une meilleure acceptation d'un centre-ville sans voiture »; Ce travail a aussi mis en évidence des explications aux hétérogénéité évidentes ou non-observées.

### Quartiers «pauvres en voitures»
Au-delà des véritables quartiers sans voitures, il existe aussi des quartiers à « faible développement de la voiture », parfois aussi appelés « quartiers pauvres en voitures ». Le ratio de places de stationnement y est en général limité au maximum à 0.5 place par logement, regroupées dans des parkings collectifs placés aux entrées du quartier. Des voitures peuvent circuler néanmoins à l’intérieur du quartier, mais de manière fortement contrainte (zone 30 km/h, pas de stationnement). Ce compromis semble cependant entraîner une baisse de la qualité de vie par rapport à un quartier réellement sans voitures et peut être source de conflits.

### Avantages et problèmes des quartiers sans voiture

#### Avantages
Diverses études ont été réalisées sur les développements européens sans voiture. En 2001, la plus complète avait été publiée en 2000 par Jan Scheurer. D'autres études plus récentes ont été réalisées sur des zones sans voitures spécifiques, tel que Floridsdorf, un quartier sans voiture de Vienne (Autriche). De grandes villes comme Hambourg, Oslo, ou Madrid ont récemment annoncé leur intention de devenir (partiellement) sans voiture. 
Les principaux avantages des quartiers sans voitures, selon les différentes études sont :
- un très faibles taux d'utilisation de voitures, diminuant le trafic sur les routes environnantes ;
- une moindre dépendance à l'automobile, comme l'ont par exemple montré depuis les années 1990 des exemples autrichiens, suisses ou allemands[50] ;
- des taux élevés de marche à pied et de pratique du vélo, considérées comme meilleures pour la santé en tant que mode actif de déplacement[51] ;
- moins d'accidents dus aux voitures (1ère cause de mortalité chez les 10-24 ans aux États-Unis en 2018) (CDC, 2018). Motiver les jeunes pour les alternatives à la voiture peut être fait en se basant sur leur volonté d'autonomie et de renforcer leur sécurité[52].
- plus grande indépendance des enfants ; jeux d'enfants dans les rues ;
- moins de terrains pris pour le stationnement et les routes — et donc plus d'espace disponible pour les espaces verts et/ou la vie sociale.

#### Difficultés
Les principaux problèmes sont :
- la gestion du stationnement ; quand il n'est pas contrôlé dans les environs, cela entraîne souvent des plaintes de voisins quant à l'engorgement des parkings.
- la prise en charge du dernier kilomètre pour les personnes (handicapées, âgées notamment) et le commerce. Cette question a été utilisée pour catalyser la discussion sur la ville sans voiture, « pour explorer comment ces zones urbaines pourraient fonctionner en pratique »[53]. Il existe dans divers pays des cas de changements substantiels des transports urbains illustrant un potentiel de changement[53] ; selon Tight & al. (2016) « un argument dominant est que de telles zones urbaines peuvent fonctionner et, dans le contexte du concept du dernier kilomètre, fournir une solution nette à bon nombre des problèmes et problèmes associés. Il est démontré qu'un certain nombre de zones urbaines semblent s'orienter vers un tel avenir sans voiture et que d'autres devraient suivre une fois que les avantages seront plus évidents »[53].
- Acceptabilité sociale. À titre d'exemple, une enquête récente faite à Opole (ville du sud de la Pologne subissant régulièrement des pics de pollutions de l'air et une pollution automobile chronique a montré que les habitants ont conscience du rôle des voitures dans la pollution, mais pour autant, ils ne sont pas prêt à ne plus l'utiliser[54],[55].
- opposition fréquente de commerces ou entreprises, non pas à l'idée d'une moindre dépendance à l'automobile, mais concernant la crainte de perdre des clients si la mise en œuvre d'une stratégie car-free se faisait sans alternatives suffisantes à l'auto[56]. Selon Jamie Wylie (2019), comprendre les préoccupations des entreprises et commerces, et y répondre avec les municipalités est essentiel pour une transition réussie vers des zones sans voitures, comme à Oslo par exemple. L'évaluation des éventuels impacts économiques négatifs du projet est un sujet délicat (à Oslo, il a été contesté par la municipalité). Pour avoir le soutien des intervenants commerciaux dans la création de CFCC (car-free city centres), outre de tirer parti des retours d'expérience d'autres villes mettant en œuvre des CFCC, Jamie Wylie recommande aux municipalités 6 catégories d'actions :

1. consultation des acteurs commerciaux et approches collaboratives ;
2. communication et promotion ;
3. suivi des effets ;
4. mise en œuvre des mesures ;
5. mesures d'accompagnement ;
6. organisation du projet.

### Ville sans voiture planifiée

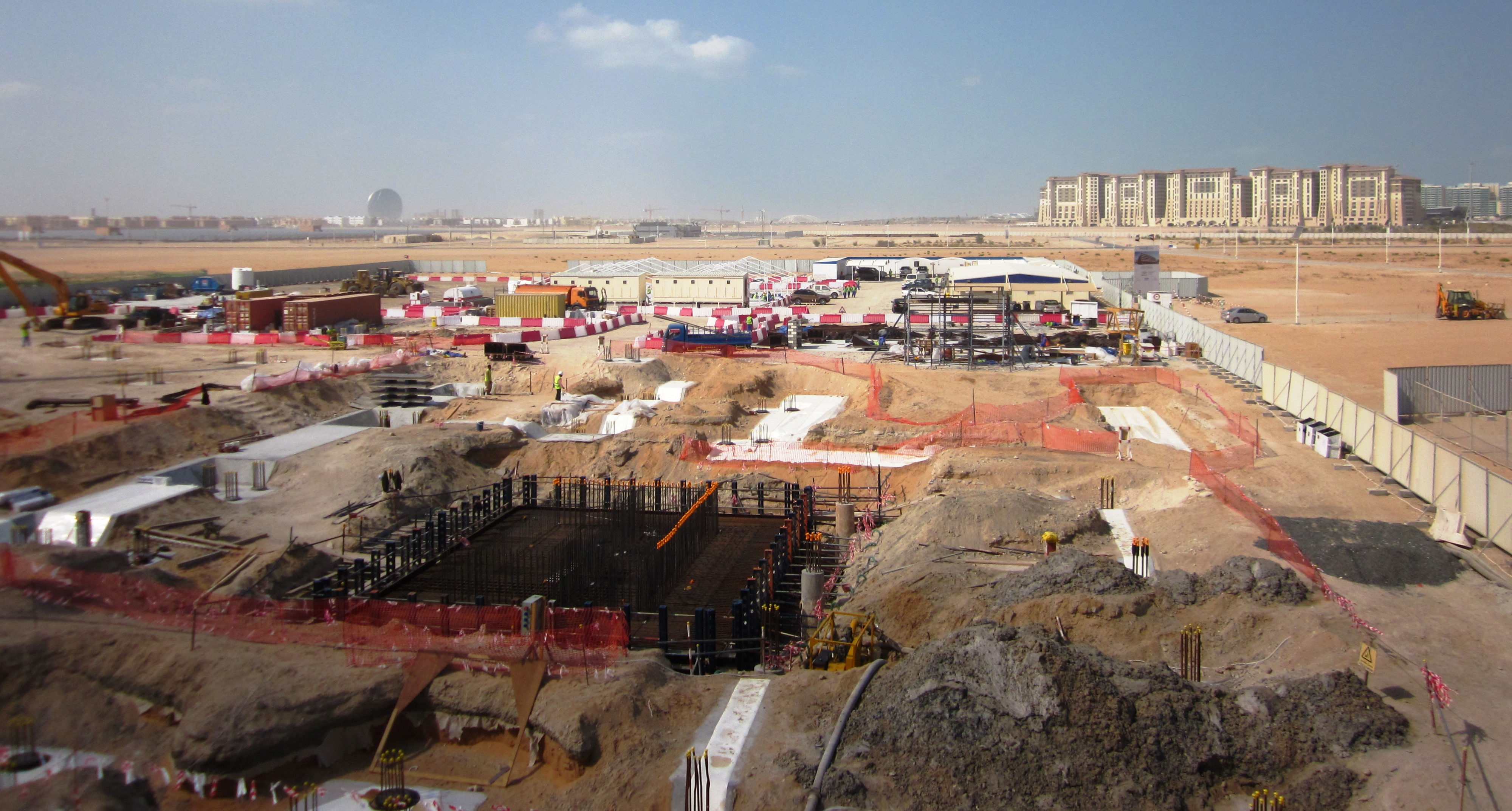
Construction de la ville sans voiture de Masdar en 2012.

Certains projets d'urbanisme vont encore plus loin que les simples quartiers sans voiture. Des projets récents se proposent ainsi de créer de toutes pièces des villes sans voiture, comme l'exemple de Masdar City aux Émirats arabes unis, une ville de 50 000 habitants qui doit voir le jour en 2020 et qui ne permettra pas la circulation de voitures.

## Autres exemples
- Copenhague, l'une des villes les plus densément peuplées d'Europe, au Danemark, a réussi à transformer beaucoup de ses parkings en places publiques sans voitures et de nombreuses rues dominées par la voiture en rues sans voitures, sur une période de 40 ans.
- À Paris, les autorités ont interdit les véhicules motorisés sur la voie Georges-Pompidou le 10 juillet 1994, le 30 octobre 1994, puis régulièrement le dimanche à partir de l'été 1995, dans le cadre de l'opération Paris Piétons Vélos rebaptisée Paris respire en 2002. Pendant un mois chaque été depuis 2002 Paris Plages transforme la voie en une plage de sable fin avec des activités, y compris des cours de danse, des murs d'escalade, des jeux, de la natation (dans les piscines flottantes), et des équipements tels que des chaises de plage, des cafés, des fontaines de brumisation, et l'ombre des palmiers[58].
- Les Maisons de village à Davis (Californie) sont conçues pour permettre la vie sans voiture avec un vaste réseau de chemins piétons / vélo, des zones communes qui présentent une variété d'aménagement paysager, des zones de jardin, des structures de jeux, de la statuaire. La plupart des maisons donne en face des espaces communs plutôt que sur les rues. Les routes sont toutes étroites, avec une sensation de ruelles de village et beaucoup de culs-de-sac. Les quelques voitures qui s'aventurent dans les culs-de-sac se déplacent habituellement lentement[59].